# IC 4604
IC 4604 — галактика типу RN+* () у сузір'ї Змієносець.
Цей об'єкт міститься в оригінальній редакції індексного каталогу.